# Сергеев, Михаил Семёнович
Михаил Семёнович Сергеев (6 октября 1926, Кяччи, Олёкминский улус, Якутская АССР — 30 марта 2025, Якутск) — бригадир столяров строительного управления № 1 управления строительства «Якуттяжстрой», Герой Социалистического Труда (1971).

## Биография

### Молодые годы
Родился 6 октября 1926 года в якутской крестьянской семье села Кяччи Олёкминского улуса Якутской АССР. У него было три сестры — Зоя, Майя и Екатерина, которая не дожила до года. Отец умер в 1930 году, а в 1937 году от туберкулёза скончалась мать, после чего отчим раздал всех четверых детей по людям. Михаил попал к опекуну и испытал все тяготы сиротства.

### Образование и работа
В 1939 году окончил четыре класса начальной школы, после чего сразу начал работать в колхозе села Улахан-Мунгку. В 1943 году в 17 лет был призван на трудовой фронт, и в том же году был отобран для получения профессионального образования специально приехавшей в село русской учительницей.
В 1944 году переехал в город Якутск и поступил в школу фабрично-заводского обучения на специальность «плотник», где учился в одной 51-й сборной группе с Михаилом Федотовым и Михаилом Алексеевым — будущими Героями Социалистического Труда. 1 июня 1944 года начал работать в тресте «Якутстрой» в качестве плотника третьего разряда, а затем столяра, стекольщика, паркетчика и витринщика. Первой выполненной задачей для него стало строительство пристроя к двухэтажному деревянному зданию обкома партии. За свою трудовую карьеру Сергеев принял участие в строительстве аэропорта, первой буровой вышки и первых каменных зданий в Якутске — школ № 9 и № 2, предприятия № 14, домов на проспекте Ленина, 202-го микрорайона, Русского театра, здания типографии (Национальный художественный музей, здания Министерства финансов (музей достижений школьников), здания Областного комитета и Совета министров, Геологического управления, Якутского научного центра, зданий «Якутзолото» и «Якутгражданпроект». В 1970 году трест «Якутстрой» был преобразован в управление строительства «Якуттяжстрой», в которое вошли десять строительных организаций, два управления механизации, два завода стройматериалов, Бестяхский завод железобетонных конструкций и автобаза. Будучи бригадиром комсомольской молодёжной бригады, подготовил большое число специалистов, которые вошли в состав первого отряда из Якутии, направленного на строительство БАМа.

### Герой Социалистического Труда
Указом Президиума Верховного Совета СССР (неопубликованным) от 5 апреля 1971 года «за выдающиеся успехи в выполнении заданий пятилетнего плана по строительству и вводу в действие производственных мощностей, жилых домов и объектов культурно-бытового назначения» удостоен звания Героя Социалистического Труда с вручением ордена Ленина и золотой медали Серп и Молот.
Стал третьим обладателем этого звания среди якутских строителей.

### Последующая жизнь
В 1980 году в штате системы «Якуттяжстрой» числилось 15 тысяч работников, а программа финансирования превысила 100 миллионов рублей. В 1982 году Михаил Сергеев вышел на пенсию и до 2003 года работал в Институте физтехпроблем Севера. Активно участвуя в общественной жизни и проявляя активную жизненную позицию, был депутатом Верховного Совета Якутской АССР двух созывов, членом бюро обкома и горкома КПСС, членом республиканского Комитета защиты мира, членом Совета ветеранов войны и трудаи членом Совета старейшин Республики Саха (Якутия).
6 октября 2016 года в зале Республики Дома Правительства № 1 в Якутске прошло торжественное собрание, посвящённое 90-летнего юбилею Михаила Сергеева, на котором были зачитаны поздравления президента России Владимира Путина и главы Якутии Егора Борисова, а заместитель председателя правительства Якутии Игорь Никифоров наградил Сергеева памятным нагрудным знаком «Первостроитель Республики Саха (Якутия)» за «многолетний добросовестный труд, личный вклад в строительство населенных пунктов, возведение промышленных предприятий и объектов инфраструктуры».
Скончался 30 марта 2025 года на 99-м году жизни.

## Награды
Герой Социалистического Труда и кавалер ордена Ленина, дважды кавалер ордена Трудового Красного Знамени, почётный гражданин города Якутск (22 июля 1982 года), почётный гражданин Республики Саха (Якутия) (26 апреля 2006 года), почётный гражданин города Олёкминск, Заслуженный строитель РСФСР, заслуженный ветеран СО РАН, также награждён медалью «Ветеран труда» и почётной грамотой Верховного Совета Якутской АССР.

## Личная жизнь
Был женат на Елизавете Васильевне, у них трое детей. Проживал в городе Якутск. Занимался зарядкой, практиковал тайский массаж, обливания холодной водой, увлекался подлёдной рыбалкой и огородничеством.